# 25D/Neujmin
25D/Neujmin (również Neujmin 2) – zagubiona kometa okresowa, należąca do rodziny komet Jowisza.

## Odkrycie i nazwa
Kometę tę odkrył astronom rosyjski Grigorij Nikołajewicz Nieujmin 24 lutego 1916 roku w obserwatorium w Simeiz na Krymie. 
W nazwie znajduje się nazwisko odkrywcy.

## Orbita komety
Orbita komety 25D/Neujmin ma kształt wydłużonej elipsy o mimośrodzie 0,56. Jej peryhelium znajduje się w odległości 1,33 j.a., aphelium zaś 4,84 j.a. od Słońca. Jej okres obiegu wokół Słońca wynosi ponad 5,4 roku, nachylenie do ekliptyki to wartość 10,6˚.
Kometa ostatnio obserwowana była w roku 1927. Uważana jest za zagubioną.

## Właściwości fizyczne
Jądro tej komety ma wielkość kilka lub kilkanaście km.